# Roches gravées de Montravail
Le site des Roches gravées de Montravail est l'un des trois sites archéologiques d’art rupestre amérindien connus à ce jour sur l'île, avec celui du Galion, à La Trinité et celui de Châteaubœuf découvert très récemment à Fort-de-France.
Ce site est inscrit au titre des monuments historiques par un arrêté du 7 novembre 1996.

## Histoire
Le site est signalé pour la première fois en 1970 par Jean Crusol, économiste né à Sainte-Luce, alors encore universitaire, qui le rapporte à Mario Mattioni, directeur du musée d'archéologie, d'Histoire,  d'Arts et traditions populaires de la Martinique. Ce dernier fait les premiers relevés des pétroglyphes de la roche principale et présente l'année suivante une communication sur ses découvertes au IVe Congrès international d'étude des civilisations précolombiennes des Petites Antilles, à Sainte-Lucie.
Plusieurs archéologues s'intéressent à ce site comme Henry Petitjean-Roget, Cornelis Nicolaas Dubelaar qui étudie les autres roches, Alain Gilbert.  En 2007, le site de Montravail fait l’objet d’un diagnostic de l’INRAP. En 2015, une opération de sondage est ouverte mais ne livre que très peu de matériel amérindien dont quelques tessons du cédrosans-saladoïde moyen à récent.

## Description
Elles se trouvent à environ 3,5 km de la côte sud de la Martinique et 200 m d’altitude, tout près de la forêt de Montravail. Après avoir appartenu à la famille Chou, le terrain du site d’art rupestre a été acquis par le conseil général en 2009, dans la perspective d’un projet de tourisme culturel.
Le site se présente comme un chaos rocheux avec cinq blocs d’andésite ornés sur une surface de 18 x 8 m. Les pétroglyphes, produits par les techniques du piquetage et du bouchardage montrant principalement des visages stylisés. En périphérie du secteur des roches gravées, de probables cupules ont été découvertes.
Le bloc principal mesure 1,64 m de haut pour 2,04 m de long et présente 13 visages de personnages dont ont distingue surtout les yeux et aussi le contour, le nez et la bouche. Le visage central à la bouche en trident se distingue particulièrement et la disposition des autres semblent s'articuler avec les fissures naturelles de la roche. Un quatorzième visage est gravé au sommet.
Sur les autres blocs, il existe aussi des visages gravés notamment sur les arêtes.